# Новый Путь (Кемеровская область)
Но́вый Путь — посёлок в Прокопьевском районе Кемеровской области. Входит в состав Калачёвского сельского поселения.

## География
Центральная часть населённого пункта расположена на высоте 422 м над уровнем моря.

## Население
| 2010 |
| ---- |
| 6    |

### Половой состав
По данным Всероссийской переписи населения 2010 года, в посёлке Новый Путь проживало 6 человек (4 мужчины, 2 женщины).